# St. Pankratius (Konzendorf)

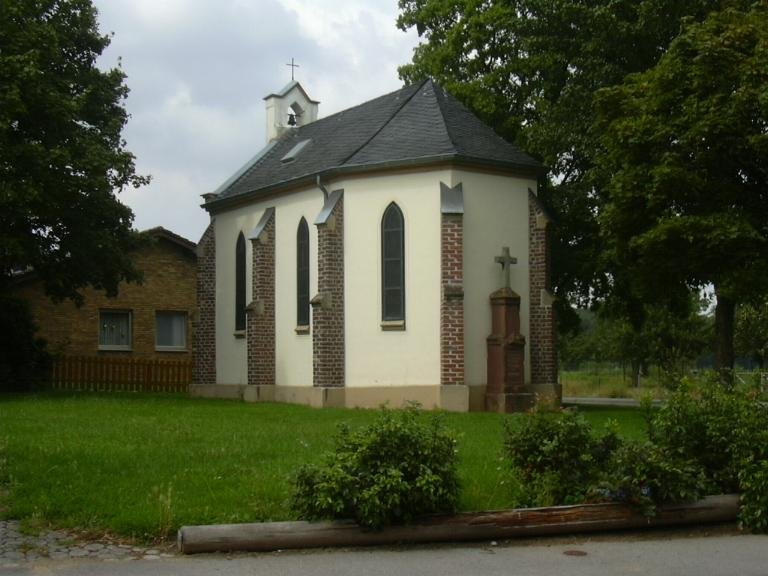
Die Kapelle

Die Kapelle St. Pankratius ist ein Kirchengebäude im Dürener Stadtteil Konzendorf im Kreis Düren, Nordrhein-Westfalen. Sie wurde dem hl. Märtyrer Pankratius geweiht. Die Kapellengemeinde war bis 1804 Filialkapelle der Pfarre Langerwehe. Seitdem zählt sie zur Pfarre St. Michael (Echtz).
Die erste Kapelle wurde im Jahre 1183 erbaut und zu Beginn des 19. Jahrhunderts wegen Baufälligkeit abgerissen. Zum Ende dieses Jahrhunderts wurde gegenüber dem damaligen Standort die jetzige Kapelle errichtet. Die Ortsbewohner bauten das kleine Gotteshaus in Eigenleistung. 1991/92 erfolgte eine umfassende Renovierung.
Das Gebäude hat zwei Joche und einen dreiseitig geschlossener Chor mit Kreuzrippengewölbe. Auf dem Westgiebel steht ein  Dachreiter mit einer kleinen Glocke. Die Kapelle hat 18 Sitz- und 20 Stehplätze.
Die Kapelle ist unter Nr. 8/4 in die Denkmalliste der Stadt Düren eingetragen.